# Bartholomew Gosnold

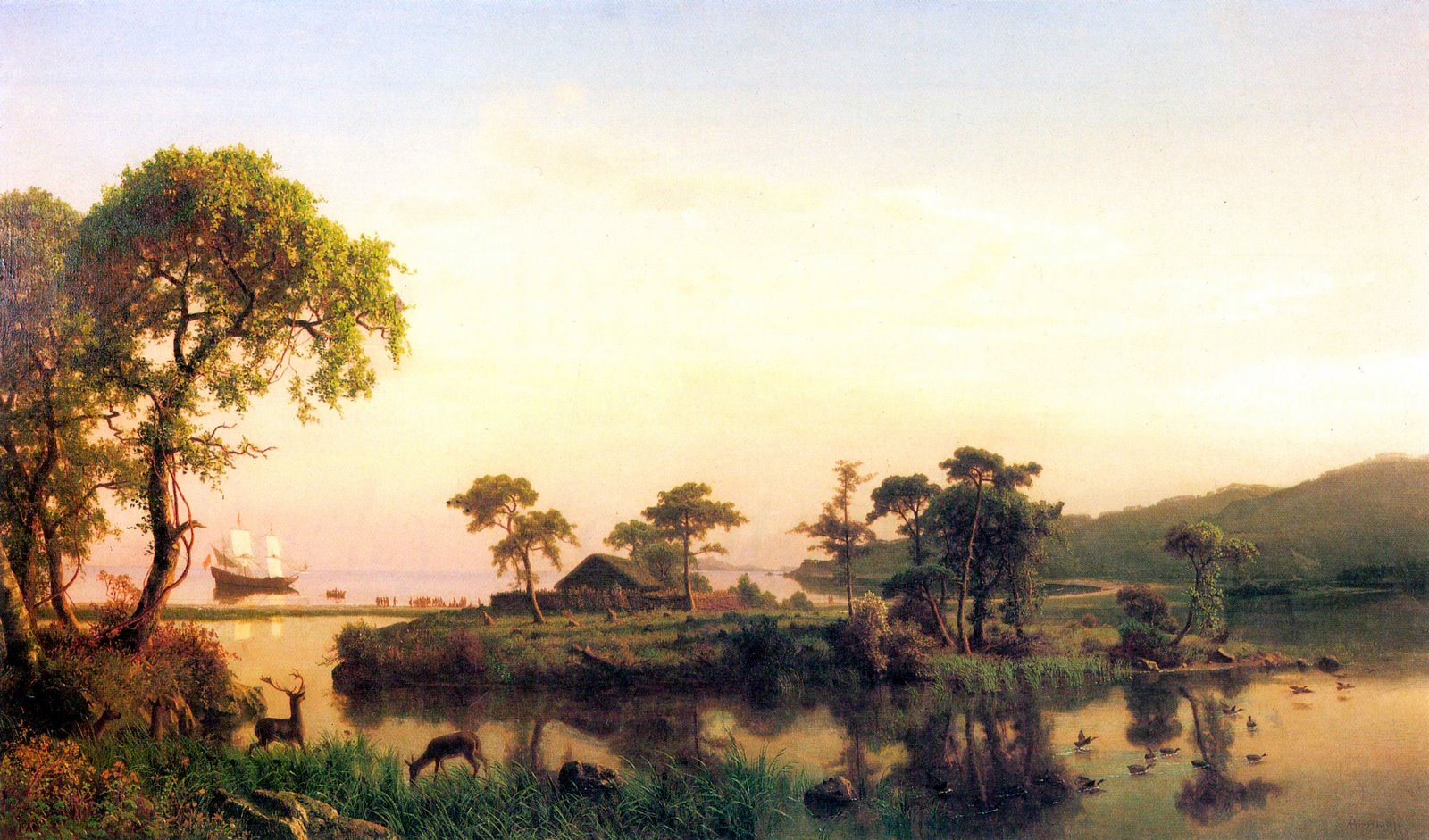
Pintura de 1858 de Albert Bierstadt "Gosnold en Cuttyhunk, 1602".

Bartholomew Gosnold (Grundisburgh, Suffolk, 1572 – Jamestown, 22 de agosto de 1607) fue un abogado, explorador y corsario inglés que fue instrumental en la fundación de la Virginia Company of London y de Jamestown en la América colonial. La Preservation Virginia, una asociación para la preservación de antigüedades de Virginia, le considera como la «fuerza motriz de la colonización de Virginia». Gosnold lideró además la primera expedición europea recordada al Cabo Cod.